# 英屬印度鹽稅的歷史
英屬印度鹽稅的歷史是指在英屬印度時期，英國對印度當地實行食鹽課稅的歷史。在過去，印度長期以來就便會對食鹽課稅。然而，當不列顛東印度公司開始在印度各省建立統治時，有關食鹽的稅收額度大幅增加。1835年，不列顛東印度公司開對印度食鹽徵收特別稅，藉此促進食鹽的進口。這項政策為不列顛東印度公司的貿易帶來巨額的紅利。1858年，當英國政府從不列顛東印度公司手中接管印度行政管理權時，有關食鹽的稅收並沒有直接取消。
與此同時，英國徵收相當苛刻的食鹽稅，遭到印度民眾的強烈批評。1885年，印度國民大會黨在孟買舉行第一屆會議，其中著名的印度國民大會黨領袖S·A·薩米納塔·艾耶便提出食鹽稅的問題。在整個19世紀末至20世紀初，印度陸陸續續出現更多有關食鹽稅的抗議活動。最終在1930年，由於聖雄甘地發起的食鹽進軍非暴力反抗運動，使得有關食鹽稅的抗議達到頂峰。其後，由於食鹽進軍這類型非暴力反抗運動的出現，在印度其他地區也出現相關的非暴力反抗運動。
在同年，儘管聖雄甘地已經遭到逮捕，沙拉金尼·奈都仍帶領非暴力運動抵抗者前往古吉拉特邦的達拉薩納食鹽廠，並遭到警方逮捕。同一時間，查克拉瓦爾蒂·拉賈戈巴拉查理在韋達蘭耶姆違反食鹽專賣法。在這過程中，數千人遭到逮捕，並大量入獄監禁。最終英國政府的態度有所軟化，邀請聖雄甘地前往英國參加第二次圓桌會議。聖雄甘地的遊行得到廣泛的新聞報導，並且被視為是印度獨立運動歷史上的轉捩點。
不過，印度的食鹽稅仍然持續執行。一直到1946年，隨著賈瓦哈拉爾·尼赫魯成為印度臨時政府總理，相關的法令才遭到廢除。在印度獨立後，印度後來在1953年通過《鹽稅法》，重新引入食鹽稅。不過該項食鹽稅已經在2017年遭到廢除，並由不對食鹽徵稅的商品和服務稅取而代之。